# HarperCollins
HarperCollins è una casa editrice con sede a New York (Stati Uniti) che appartiene al gruppo editoriale News Corp.

## Storia
La società è nata dalla fusione, da parte dell'azienda di Rupert Murdoch, di due storiche case editrici: l'americana Harper & Row e la britannica William Collins & Sons.

### Harper&Row
La J. & J. Harper fu fondata a New York nel 1817 dai fratelli James e John Harper. Nel 1833, a seguito dell'ingresso nella società degli altri due fratelli Harper, Joseph e Fletcher, questa assunse il nome di Harper & Brothers. La società intraprese la pubblicazione della rivista mensile Harper's New Monthly Magazine nel 1850, del settimanale Harper's Weekly nel 1857 e dell'Harper's Bazar nel 1867. Dall'Harper's New Monthly Magazine è derivato l'Harper's Magazine che è tuttora pubblicato. Nel corso del Novecento la famiglia Harper ha perso il controllo della società e nel 1962 questa si è fusa con la Row, Peterson & Company per dar vita alla Harper & Row.
Nel 1987, la Harper&Row è stata acquisita dalla News Corporation (dal 2013 News Corp).

### William Collins & Sons
Le origini della Collins sono da rintracciare nell'attività editoriale dello scozzese William Collins che fondò la società a Glasgow in associazione con Charles Chalmers. L'attività editoriale era concentrata nella produzione di libri religiosi. Charles Chalmers abbandonò la società nel 1825. La società si affermò con le sue edizioni della Bibbia e crebbe sotto la guida di William Collins, figlio del fondatore. Dal 1917, sotto la guida di Godfrey Collins, iniziò la pubblicazione di narrativa pubblicando tra gli altri i romanzi di Agatha Christie, a partire dal sesto. Negli anni successivi ebbe un notevole impulso il settore dei libri per bambini accanto ai dizionari, agli atlanti e le guide naturalistiche.
Nel 1989 la Collins fu acquisita dalla News Corporation.

### Nascita della HarperCollins
La News Corporation ha unito le due società acquisite dando vita alla HarperCollins. Nel 1999 a seguito dell'acquisizione del gruppo Hearst nella HarperCollins sono confluite le case editrici William Morrow & Company e Avon Books.
In seguito, il brand ha portato una presenza diretta in vari territori, arrivando a coprire 18 Paesi e diventando così il secondo gruppo mondiale per fatturato.

#### In Italia
Il 1º ottobre 2015 HarperCollins ha acquisito Harlequin Mondadori S.p.A., dando origine alla filiale italiana HarperCollins Italia e proponendo un progetto editoriale di Varia articolato in generi diversi, tra i quali Narrativa, Young Adult e Saggistica.

## Marchi controllati
- Amistad
- Avon
- Avon Red
- Avon A
- Caedmon
- Collins - Con il marchio Collins vengono ancora pubblicati libri di storia naturale, guide da campo e dizionari.
- Collins Design
- Ecco
- Eos
- Greenwillow Books
- HarperCollins Children's Audio
- HarperCollins Children's Books
- HarperFestival
- Harper Paperbacks
- Harper Perennial
- Harper Perennial Modern Classics
- HarperAudio
- HarperCollins
- HarperCollins e-Books
- HarperEntertainment
- HarperLuxe
- HarperSanFrancisco
- HarperTeen
- HarperTorch
- HarperTrophy
- Joanna Cotler Books
- Julie Andrews Collection
- Katherine Tegen Books
- Laura Geringer Books
- Morrow Cookbooks
- Rayo
- William Morrow
- Zondervan - editore di libri religiosi con sede a Grand Rapids nel Michigan.

## Ricavi
Nel 2021, i ricavi della società hanno sfiorato i due miliardi di dollari, con un aumento complessivo del 19% rispetto all'anno fiscale precedente.